# Maxomys inflatus
Maxomys inflatus är en däggdjursart som först beskrevs av Robinson och Cecil Boden Kloss 1916.  Maxomys inflatus ingår i släktet taggråttor, och familjen råttdjur. IUCN kategoriserar arten globalt som sårbar. Inga underarter finns listade i Catalogue of Life.
Denna gnagare förekommer i bergstrakter på Sumatra. Den vistas i regioner mellan 900 och 1500 meter över havet. Habitatet utgörs av tropiska städsegröna skogar och av andra bergsskogar. Individerna går främst på marken.